# Gran Premio del Belgio 1999
Il Gran Premio del Belgio 1999 è stato un Gran Premio di Formula 1 disputato il 29 agosto 1999 sul Circuito di Spa-Francorchamps. La gara è stata vinta da David Coulthard, su McLaren; secondo e terzo sono giunti rispettivamente Mika Häkkinen e Heinz-Harald Frentzen.

## Qualifiche
I piloti della McLaren dominano le qualifiche, con Häkkinen che conquista la decima pole position stagionale con un vantaggio di circa un decimo sul compagno di squadra Coulthard. Terzo è Frentzen,protagonista di un incidente durante le prove libere, staccato di un secondo dalla pole position; il tedesco precede il suo compagno di squadra Hill, Ralf Schumacher ed Irvine, in difficoltà con l'assetto della sua Ferrari. Chiudono la top ten Barrichello, Zanardi, Salo e Herbert.
Durante la prove i piloti della BAR sono protagonisti di diversi incidenti: nelle prove libere del venerdì Villeneuve finisce a velocità molto elevata nella via di fuga alla fine del rettilineo Kemmel, dopo che sulla sua vettura si era verificato il cedimento strutturale di una sospensione; durante la sessione di qualifica sia Villeneuve che Zonta vanno a sbattere violentemente contro le barriere della velocissima Eau Rouge, a dieci minuti di distanza l'uno dall'altro. Entrambi rimangono illesi, nonostante la violenza degli impatti, e partecipano alla gara.

### Classifica
| Pos | No | Pilota                | Costruttore          | Tempo    | Distacco |
| --- | -- | --------------------- | -------------------- | -------- | -------- |
| 1   | 1  | Mika Häkkinen         | McLaren - Mercedes   | 1:50.329 |          |
| 2   | 2  | David Coulthard       | McLaren - Mercedes   | 1:50.484 | +0.155   |
| 3   | 8  | Heinz-Harald Frentzen | Jordan - Mugen-Honda | 1:51.332 | +1.003   |
| 4   | 7  | Damon Hill            | Jordan - Mugen-Honda | 1:51.372 | +1.043   |
| 5   | 6  | Ralf Schumacher       | Williams - Supertec  | 1:51.414 | +1.085   |
| 6   | 4  | Eddie Irvine          | Ferrari              | 1:51.895 | +1.566   |
| 7   | 16 | Rubens Barrichello    | Stewart - Ford       | 1:51.974 | +1.645   |
| 8   | 5  | Alessandro Zanardi    | Williams - Supertec  | 1:52.014 | +1.685   |
| 9   | 3  | Mika Salo             | Ferrari              | 1:52.124 | +1.795   |
| 10  | 17 | Johnny Herbert        | Stewart - Ford       | 1:52.164 | +1.835   |
| 11  | 22 | Jacques Villeneuve    | BAR - Supertec       | 1:52.235 | +1.906   |
| 12  | 19 | Jarno Trulli          | Prost - Peugeot      | 1:52.644 | +2.315   |
| 13  | 9  | Giancarlo Fisichella  | Benetton - Playlife  | 1:52.762 | +2.433   |
| 14  | 23 | Ricardo Zonta         | BAR - Supertec       | 1:52.840 | +2.511   |
| 15  | 10 | Alexander Wurz        | Benetton - Playlife  | 1:52.847 | +2.518   |
| 16  | 11 | Jean Alesi            | Sauber - Petronas    | 1:52.921 | +2.592   |
| 17  | 18 | Olivier Panis         | Prost - Peugeot      | 1:53.148 | +2.819   |
| 18  | 12 | Pedro Diniz           | Sauber - Petronas    | 1:53.778 | +3.449   |
| 19  | 15 | Toranosuke Takagi     | Arrows               | 1:54.099 | +3.770   |
| 20  | 20 | Luca Badoer           | Minardi - Ford       | 1:54.197 | +3.868   |
| 21  | 21 | Marc Gené             | Minardi - Ford       | 1:54.557 | +4.228   |
| 22  | 14 | Pedro de la Rosa      | Arrows               | 1:54.579 | +4.250   |

## Gara
Prima che le luci dei semafori siano spente, Häkkinen si muove leggermente dalla sua piazzola sulla griglia; al via il finlandese è quindi meno pronto del suo compagno di squadra, che lo affianca e lo supera alla Source. Al termine del primo passaggio Coulthard conduce davanti a Häkkinen, Frentzen, Irvine, Ralf Schumacher, Zanardi e Hill; lo scozzese tiene un ritmo inavvicinabile per tutti, guadagnando un margine via via più consistente sul compagno di squadra. Più indietro, Frentzen non ha problemi nel difendere la sua terza posizione da Irvine, che deve invece guardarsi da Ralf Schumacher.
La lotta a distanza tra i due piloti della McLaren prosegue durante le soste ai box, nelle quali Häkkinen non riesce a ridurre il distacco da Coulthard, che rimane stabile intorno ai dieci secondi.
Tutti i piloti di testa, ad eccezione di Ralf Schumacher e Zanardi, effettuano due soste: la tattica dei due piloti della Williams viene rovinata da Salo, che rallenta Ralf Schumacher quel tanto da impedirgli di attaccare Irvine, e da un problema nel rifornimento di Zanardi, che costringe l'italiano a un secondo pit stop pochi giri dopo il primo. Non ci sono ulteriori variazioni nelle posizioni di testa e Coulthard coglie la sua seconda vittoria stagionale, davanti ad Häkkinen, Frentzen, Irvine, Ralf Schumacher e Hill; per l'ex campione del mondo inglese si tratta dell'ultimo arrivo a punti in carriera. In fondo al gruppo, Villeneuve giunge per la prima volta nella stagione al traguardo, dopo ben dodici ritiri consecutivi.
Sul podio, Häkkinen rifiuta di festeggiare con Coulthard e Frentzen e si allontana subito dopo aver ricevuto il premio, probabilmente perché contrariato dalle aspettative che tutto il team McLaren riponeva fin dagli inizi della gara, in quanto volevano vincitore lo stesso pilota finlandese anziché il suo compagno di squadra.

### Classifica
| Pos | N  | Pilota                | Costruttore/Motore   | Giri | Tempo/Ritiro/Media         | Griglia | Punti |
| --- | -- | --------------------- | -------------------- | ---- | -------------------------- | ------- | ----- |
| 1   | 2  | David Coulthard       | McLaren - Mercedes   | 44   | 1:25:43.057 - 214.595 km/h | 2       | 10    |
| 2   | 1  | Mika Häkkinen         | McLaren - Mercedes   | 44   | +10.469                    | 1       | 6     |
| 3   | 8  | Heinz-Harald Frentzen | Jordan - Mugen-Honda | 44   | +33.433                    | 3       | 4     |
| 4   | 4  | Eddie Irvine          | Ferrari              | 44   | +44.948                    | 6       | 3     |
| 5   | 6  | Ralf Schumacher       | Williams - Supertec  | 44   | +48.067                    | 5       | 2     |
| 6   | 7  | Damon Hill            | Jordan - Mugen-Honda | 44   | +54.916                    | 4       | 1     |
| 7   | 3  | Mika Salo             | Ferrari              | 44   | +56.249                    | 9       |       |
| 8   | 5  | Alessandro Zanardi    | Williams - Supertec  | 44   | +1:07.022                  | 8       |       |
| 9   | 11 | Jean Alesi            | Sauber - Petronas    | 44   | +1:13.848                  | 16      |       |
| 10  | 16 | Rubens Barrichello    | Stewart - Ford       | 44   | +1:20.742                  | 7       |       |
| 11  | 9  | Giancarlo Fisichella  | Benetton - Playlife  | 44   | +1:32.195                  | 13      |       |
| 12  | 19 | Jarno Trulli          | Prost - Peugeot      | 44   | +1:36.154                  | 12      |       |
| 13  | 18 | Olivier Panis         | Prost - Peugeot      | 44   | +1:41.543                  | 17      |       |
| 14  | 10 | Alexander Wurz        | Benetton - Playlife  | 44   | +1:57.745                  | 15      |       |
| 15  | 22 | Jacques Villeneuve    | BAR - Supertec       | 43   | +1 giro                    | 11      |       |
| 16  | 21 | Marc Gené             | Minardi - Ford       | 43   | +1 giro                    | 21      |       |
| Rit | 14 | Pedro de la Rosa      | Arrows               | 35   | Trasmissione               | 22      |       |
| Rit | 20 | Luca Badoer           | Minardi - Ford       | 33   | Sospensione                | 20      |       |
| Rit | 23 | Ricardo Zonta         | BAR - Supertec       | 33   | Cambio                     | 14      |       |
| Rit | 17 | Johnny Herbert        | Stewart - Ford       | 27   | Freni                      | 10      |       |
| Rit | 12 | Pedro Diniz           | Sauber - Petronas    | 19   | Testacoda                  | 18      |       |
| Rit | 15 | Toranosuke Takagi     | Arrows               | 0    | Frizione                   | 19      |       |

## Classifiche

### Piloti
| Pos. | Pilota                | Punti |
| ---- | --------------------- | ----- |
| 1    | Mika Häkkinen         | 60    |
| 2    | Eddie Irvine          | 59    |
| 3    | David Coulthard       | 46    |
| 4    | Heinz-Harald Frentzen | 40    |
| 5    | Michael Schumacher    | 32    |
| 6    | Ralf Schumacher       | 24    |
| 7    | Giancarlo Fisichella  | 13    |
| 8    | Rubens Barrichello    | 12    |
| 9    | Damon Hill            | 7     |
| 10   | Mika Salo             | 6     |
| 11   | Alexander Wurz        | 3     |
| 11   | Pedro Diniz           | 3     |
| 13   | Johnny Herbert        | 2     |
| 13   | Olivier Panis         | 2     |
| 15   | Pedro de la Rosa      | 1     |
| 15   | Jarno Trulli          | 1     |
| 15   | Jean Alesi            | 1     |

### Costruttori
| Pos. | Team                 | Punti |
| ---- | -------------------- | ----- |
| 1    | McLaren - Mercedes   | 106   |
| 2    | Ferrari              | 97    |
| 3    | Jordan - Mugen-Honda | 47    |
| 4    | Williams - Supertec  | 24    |
| 5    | Benetton - Playlife  | 16    |
| 6    | Stewart - Ford       | 14    |
| 7    | Sauber - Petronas    | 4     |
| 8    | Prost - Peugeot      | 3     |
| 9    | Arrows               | 1     |

## Fonti
- Sito di The Official Formula 1, su formula1.com. URL consultato il 14 marzo 2009.
- Autosprint, Autosprint n.35/1999